# Carex ramenskii
Carex ramenskii — вид багаторічних кореневищних трав'янистих рослин родини осокові (Cyperaceae).

## Опис
Стебла до 30 см у висоту, трикутної форми гладкі. Листові піхви червонувато-коричневі. Листя плоске, 2–5 мм завширшки, довше ніж стеблина. Суцвіття з 3–5 колосків, термінальні 1 або 2 колоски тичинкові на вершині, яйцеподібні або циліндричні, коротко-ніжкові; найнижчий приквіток довший від суцвіття; маточкові луски яйцеподібні, тупі, темно-коричневі з більш світлою серединною жилкою, коротші від мішечка; мішечки яйцеподібні або еліптичні, завдовжки близько 3 мм і шириною 1.5-2.4 мм, з усіченим дзьобом; приймочок 2.

## Поширення
Зростає по обох берегах Атлантичного океану та Берингової протоки